# Sertão de Crateus (tiểu vùng)
Sertão de Crateus là một tiểu vùng thuộc bang Ceará, Brasil. Tiều vùng này có diện tích 12831 km², dân số năm 2007 là 233329 người.